# 2017年希望の党共同代表選挙
2017年希望の党共同代表選挙（2017ねんきぼうのとうきょうどうだいひょうせんきょ）は、2017年11月10日に行われた希望の党の共同代表を選出するための選挙である。選挙の結果、玉木雄一郎が当選した。

## 背景
2017年10月22日に行われた第48回衆議院議員総選挙において、小池百合子東京都知事が代表を務める希望の党は、定数465議席の過半数を上回る235人を擁立して政権交代を目指す姿勢を鮮明にしたが、首班指名候補を明示せず、国会議員団を代表する「共同代表」も置かないまま選挙戦に臨み、公示前の57議席を下回る50議席にとどまった。
10月25日の両院議員懇談会で小池は「創業者としての責任がある」として代表続投を表明する一方、共同代表について国会議員に人事を一任する考えを示した。共同代表について「代表の指名による」とする党規約を改正して年内に共同代表選を行う方針も確認され、大島敦元民進党幹事長を暫定の共同代表とした上で第195回特別国会後に党規約を改正して共同代表選を行う方向で調整が進められた。
しかし、速やかに党規約を改正して共同代表選を行うべきだなどとする異論が相次いだため、10月27日の両院議員総会で暫定の共同代表は置かず渡辺周元防衛副大臣を首班指名候補とし、党規約を改正して11月中に共同代表選を行うことが決まった。規約検討委員会を設置することも決まり、10月30日に初会合が開かれ11月中旬に共同代表選を行う方向で党規約改正案の策定が進められた。
11月2日の両院議員総会で党規約改正案と共同代表選出規則案が承認され、共同代表選を8日告示、10日投開票の日程で行うことが決まった。

## 手続
共同代表選挙に立候補することができる者は党所属国会議員に限られる（共同代表選出規則6条1項）。立候補に必要な推薦人は8人で（共同代表選出規則6条2項）、党所属国会議員53人の約15％に当たる。党所属国会議員が1人1票の無記名投票を行い、共同代表を選出する（共同代表選出規則4条、7条4項）。選出された共同代表の任期は、代表の任期に従い（党規約8条6項）、2020年9月まで。

## 日程
- 11月8日 - 告示、立候補受付、候補者共同記者会見[33]
- 11月9日 - パネルディスカッション[33]（於：憲政記念館[34][35][36]）
- 11月10日 - 両院議員総会、投開票、記者会見[33]（於：憲政記念館[37]）

## 候補者

### 立候補者
届出順
|  | 玉木雄一郎 | 衆議院議員（4期） 元民進党幹事長代理                        | 政見 (PDF) |
|  | 大串博志   | 衆議院議員（5期） 元民進党政務調査会長 元内閣総理大臣補佐官 | 政見 (PDF) |

### 立候補辞退者
- 渡辺周 - 衆議院議員（8期）、元民進党副代表、元防衛副大臣。11月5日に出演したフジテレビの「新報道2001」で立候補に意欲を表明したが[39]、推薦人が集まらず断念した[40][41][42]。
- 泉健太 - 衆議院議員（7期）、元民進党組織委員長、元内閣府大臣政務官。11月6日に立候補に意欲を表明したが[43][44]、推薦人が集まらず断念した[40][41][42]。

## 推薦人
衆参別五十音順
| 候補者     | 推薦人                                                                           |
| ---------- | -------------------------------------------------------------------------------- |
| 玉木雄一郎 | 伊藤俊輔、源馬謙太郎、近藤和也、斉木武志、関健一郎、西岡秀子、古川元久、行田邦子 |
| 大串博志   | 岡本充功、下条みつ、田嶋要、寺田学、牧義夫、本村賢太郎、山岡達丸、山井和則       |

- 出典：[45][46][47][48][49]

## 結果
|            | 得票数 |
| ---------- | ------ |
| 玉木雄一郎 | 39票   |
| 大串博志   | 14票   |

- 出典：[50][51][52][53][54][55][56][57]

## 新執行部
玉木は共同代表に選出された後、小池と会談して新執行部人事を一任され、11月13日に小池に人事案を提示して了承された。新執行部人事の承認を諮るために開かれた11月14日の両院議員総会では、直前に小池が代表を辞任する意向を伝えたことを受け、玉木を後任代表とすることが決まり、その他以下の通り主要人事が承認ないし報告された。
なお、両院議員総会の承認が必要な要職に起用された者のうち、結党メンバーは政策調査会長に就任した長島昭久元防衛副大臣だけで、大串陣営の推薦人はいなかった。また、玉木陣営の選挙対策本部長を務めた古川元久元国家戦略担当大臣が幹事長、細野豪志元環境大臣が憲法調査会長に就任するなど、安保法制や憲法改正に肯定的な「小池路線」を踏襲する姿勢が鮮明な体制となった。
11月20日の役員会で「特別顧問」の役職を新設して小池に就任を打診することが決まり、小池は同日付で受諾したことを11月21日に発表した。
| 代表                         | 玉木雄一郎    |
| 代表代行                     | 大島敦        |
| 幹事長                       | 古川元久      |
| 幹事長代理                   | 階猛 岸本周平 |
| 政策調査会長                 | 長島昭久      |
| 政策調査会長代理             | 井出庸生      |
| 選挙対策委員長               | 大西健介      |
| 国会対策委員長               | 泉健太        |
| 国会対策委員長代理           | 今井雅人      |
| 参議院議員団代表             | 松沢成文      |
| 役員室長                     | 岸本周平      |
| 会計監査                     | 西岡秀子      |
| 認知症対策推進本部長         | 山井和則      |
| 行政改革・情報公開推進本部長 | 後藤祐一      |
| 憲法調査会長                 | 細野豪志      |
| 外交・安全保障調査会長       | 渡辺周        |
| エネルギー調査会長           | 田嶋要        |
| 社会保障制度調査会長         | 小川淳也      |

- 出典：役員人事案（両院総会承認案件）（2018年4月17日アーカイブ） - 国立国会図書館Web Archiving Project